# Dexter: New Blood
Dexter: Nowa Krew - amerykański serial kryminalny wyprodukowany przez Clyde'a Phillipsa dostępny na SkyShowTime. Jest bezpośrednią kontynuacją serialu Dexter emitowanego w latach 2006 - 2013. W rolach głównych powracają Michael C. Hall jako Dexter i Jennifer Carpenter jako Debra (zastępując Harrego - ich serialowego ojca jako sumienie/podświadomość głównego bohatera). Nowy sezon zaczyna się 10 lat po wydarzeniach z finału 8. sezonu w Iron Lake.
30 stycznia 2025 roku na platformie streamingowej SkyShowtime pojawił się prequel pod tytułem "Dexter: Grzech pierworodny", który opowiada o dzieciństwie Dextera oraz jego pierwszych morderstwach
Na początku lipca 2025 roku w Stanach Zjednoczonych zadebiutował 10-odcinkowy prequel "Dexter: Zmartwychwstanie". W Polsce emisja rozpocznie się 12 września.

## Fabuła
Sequel Nowa Krew zaczyna się 10 lat po wydarzeniach z finału 8. sezonu. Dexter Morgan w finale oryginalnej serii celowo skierował swoją łódź w środek sztormu, chcąc popełnić samobójstwo. Jednak finałowy kadr ujawnił, że przeżył. Ukrył się, zmienił tożsamość i przez jakiś czas pracował przy ścinaniu drzew w Oregonie. W Nowej Krwi widać, że od tamtej pory Dexter znów się przeprowadził. Osiadł w spokojnym, zimowym miasteczku Iron Lake w stanie Nowy Jork. Mieszka w małym domku na skraju lasu i pracuje w sklepie myśliwskim (sprzedaje broń i amunicję). Starannie unika rozgłosu i, co najważniejsze, porzucił mordowanie. Stara się wieść ciche, normalne życie.
Jego sielankę zakłócają dwa mocne wydarzenia: w miasteczku niespodziewanie zjawia się Harrison, syn Dextera, którego ten porzucił wiele lat wcześniej; w Iron Lake i okolicach dochodzi do serii morderstw - pojawia się lokalny seryjny morderca. W międzyczasie w głównym bohaterze przebudza się mroczny pasażer i dokonuje pierwszego od 10 lat zabójstwa młodego mężczyzny.

## Obsada
| Aktor              | Rola                  | Uwagi |
| ------------------ | --------------------- | --- |
| Michael C. Hall    | Dexter Morgan         | |
| Jennifer Carpenter | Debra Morgan          | siostra Dextera, zastępuje miejsce aktora grającego rolę ich ojca - jako sumienia / podświadomości głównego bohatera |
| Jack Alcott        | Harrison Morgan       | syn Dextera |
| Julia Jones        | oficer Angela Bishop  | szefowa policji w Iron Lake, partnerka Dextera                                                                       |
| Johnny Sequoyah    | Audrey Bishop         | córka Angeli |
| Alano Miller       | sierżant Logan        | |
| Clancy Brown       | Kurt Coldwell         | ojciec mężczyzny, którego zabił Dexter; seryjny morderca                                                             |
| David Zayas        | kapitan Angel Batista | rola gościnna, pojawia się w finale sezonu                                                                           |

Pozostali:
- David Magidoff jako Teddy Reed[4]
- Katy Sullivan jako Esther[4]
- Michael Cyril Creighton jako Fred Jr.[4]
- Gizel Jiménez jako Tess[4]
- Gregory Cruz jako Abraham Brown[4]
- Jamie Chung jako Molly Park[4]
- Shuler Hensley jako Elric[4]